# Здравко Блажић
Здравко Блажић (Стари Бечеј, 2. мај 1917. — Београд, 14. септембар 1979.) био је српски конзерватор, сликар и ликовни критичар.

## Биографија
Здравко Блажић је похађао Школу за византијску иконографију у Раковици (1933–1936). Потом је на Одсеку за конзервацију и сликарске технике Академије у Прагу учио од професора Б. Сланског (1946–1948). Студијски је боравио у Италији, Француској, Белгији, Холандији, Немачкој, Енглеској, Аустрији и Мађарској.
Претежно се бавио се конзервацијом, рестаурацијом и репродукцијом српских средњовековних фресака. Извршио је конзервацију фресака, између осталих, у храму Богородице Перивлепте и цркви Свете Софије у Охриду, Богородичиној цркви у Кучевишту, цркви Светог Ђорђа у Курбинову, у манастирима Вељуса и Водоча.
Бавио се и ликовном критиком, објавио је више текстова у стручним и популарним часописима.
Бавио се сликарством (уље, темпера, енкаустика) и примењеном уметношћу (текстил, емајл). Учествовао је на изложбама Друштва ликовних уметника Македоније (1945–1960). Самостално је излагао у Београду (1972, 1974) и Скопљу (1972). Његово сликарско стваралаштво припада фигуративном смеру (поетски реализам, интимизам, умерени експресионизам) и токовима лирске и геометријске апстракције.
Радио је у Црквеном музеју (1936–1941) и Републичком заводу за заштиту споменика културе Македоније (1948–1960) у Скопљу. Потом је у Београду радио у Народном музеју (1960–1965) и Музеју савремене уметности (1965–1974).
Добитник је неколико значајних награда и признања, међу којима и Ордена рада II реда (1955).
Своје знање преносио је младим сликарима и вајарима, попут Јанеза Берника, Александра Томашевића, Риста Калчевског, Петра Хаџи-Бошкова, Шима Перића, Десе Станић, Владе Војиновића, Јована Димовског, Пеце Видимча, Невенке Вучићевић, Драгољуба Јалета-Јашковића и многих других.

## Аутор књига
- Техника и конзервација наше фреске. Завод за заштита на културно историските споменици на НР Македонија, Скопље, 1958.
- Конзервација Охридских икона. Завод за заштита на културно историските споменици на НР Македонија, Скопље, 1957.